# Julius Schrader
Julius Friedrich Anton Schrader (Berlim, 16 de junho de 1815 – Großlichterfelde, Berlim, 16 de fevereiro de 1900) foi um pintor alemão.

## Vida

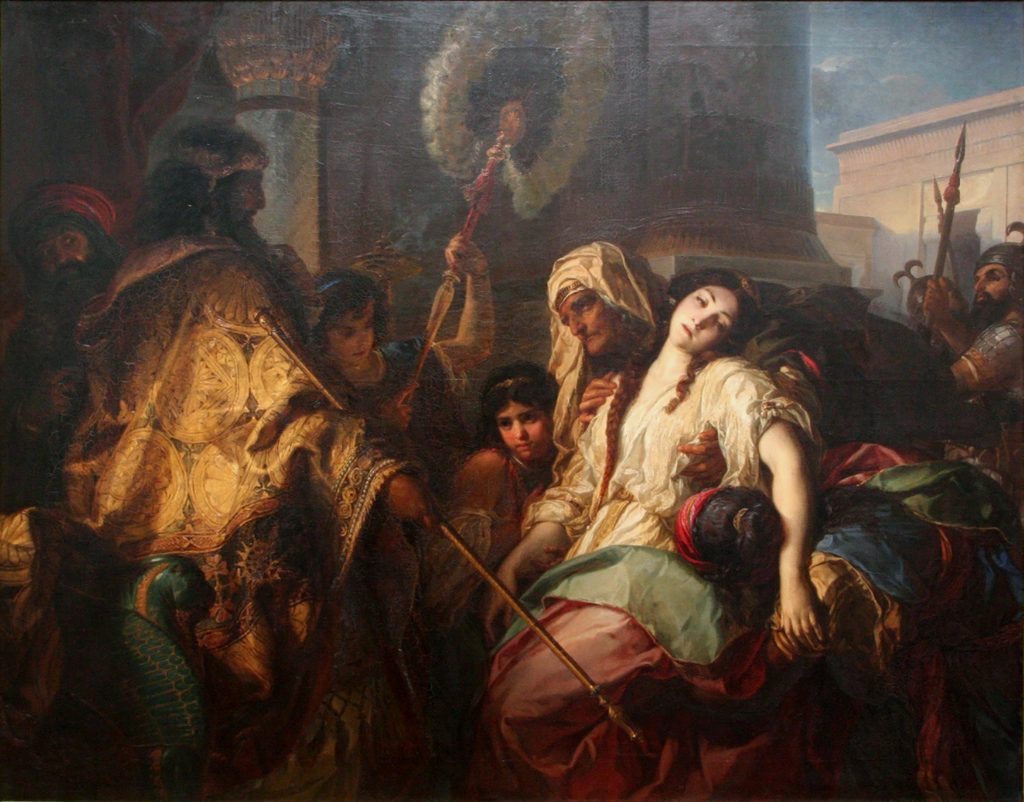
Esther vor Ahasver ("Esther antes de Ahasuerus; 1856)

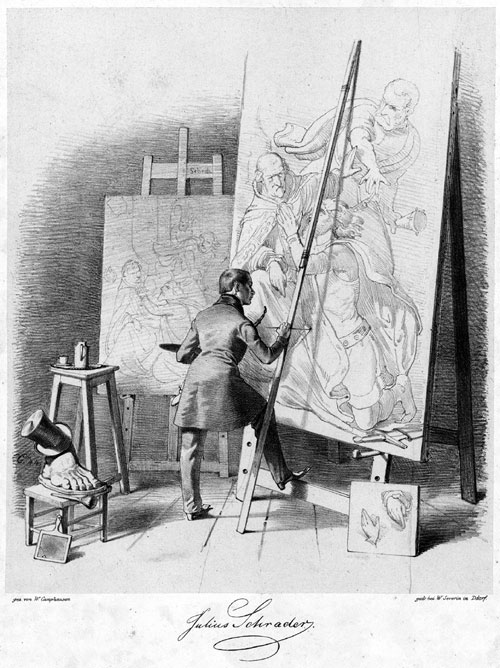
Julius Schrader (Litografia de Wilhelm Camphausen, 1844)

Julius Schrader freqüentou de 1830 a 1832 a Berliner Akademie. De 1837 a 1844 continuou seus estudos na Academia de Düsseldorf com Wilhelm von Schadow. Após a conclusão de seus estudos continuou em Düsseldorf e ficou conhecido pelas suas gravuras e pela pintura histórica Vergiftungsversuch an Kaiser Friedrich II.
Schrader fez uma viagem de estudos de 1845 a 1847 pela Itália, mais exatamente Roma, bem como pelos Países Baixos e pela Bélgica, França e Inglaterra. Ao seu retorno a Berlim, em 1848, dedicou-se principalmente a pinturas históricas, participando da decoração do Neues Museum de Berlim na década de 1850. Foi professor da Academia de Berlim de 1856 a 1892.

## Obras
- Die Übergabe von Calais (1847)
- Wallenstein und Seni (1850)
- Die Tochter Jephthas
- Der Tod Leonardo da Vincis (1851)
- Karl I., von seiner Familie Abschied nehmend (1855), Nationalgelerie Berlin
- Esther vor Ahasver (1856)
- Die Morgenwacht (1858)
- Die schlafwandelnde Lady Macbeth (1860)
- Abschied Oldenbarneveldts
- Huldigung der Städte Berlin und Cölln (1874)
- Die Anbetung der Weisen (1885)
- Retrato deAlexander von Humboldt (1859),  óleo sobre tela, 158,8 x 138,1 cm, Metropolitan Museum of Art New York
- Retrato de Peter Reichensperger (1865), óleo sobre tela, 162,5 x 77 cm, acervo privado
- Retrato deLeopold von Ranke (1868), Nationalgalerie Berlin
- Pintura mural Einweihung der Hagia Sofia durch Justinian (danificado), sala sul do Neues Museum